# Jacob Bekenstein
Jacob David Bekenstein (Hebreeuws: יעקב בקנשטיין; Mexico-Stad, 1 mei 1947 – Helsinki, 16 augustus 2015) was een Mexicaanse, Amerikaanse en Israëlische theoretisch natuurkundige die fundamentele bijdragen heeft geleverd die de basis vormden van de thermodynamica van zwarte gaten en aan andere aspecten van de relatie tussen informatie en zwaartekracht.

## Biografie
Bekenstein werd geboren in Mexico-Stad als zoon van Joseph Bekenstein en Esther Vladaslavotsky, Poolse joden die naar Mexico waren geëmigreerd. Reeds op jonge leeftijd verhuisde hij naar de Verenigde Staten en waar hij in 1968 het Amerikaanse staatsburgerschap verwierf. Tevens was hij staatsburger van Israël.
Bekenstein studeerde aan het Polytechnic Institute of Brooklyn, nu bekend als de New York University Tandon School of Engineering, waar hij in 1969 zowel zijn bachelordiploma als zijn Master of Science-graad behaalde. Vervolgens promoveerde hij in 1972 aan de Princeton-universiteit, onder begeleiding van John Wheeler, de astrofysiscus die de term "black hole" introduceerde.
Bekenstein kreeg drie kinderen met zijn vrouw Bilha. Alle drie de kinderen, Yehonadav, Uriya en Rivka Bekenstein, werden wetenschappers. Bekenstein stond bekend als een religieus en gelovige man, en hij zei: "Ik beschouw de wereld als een product van God. Hij stelde zeer specifieke wetten op en we vinden het heerlijk om ze te ontdekken door middel van wetenschappelijk werk."

## Wetenschappelijke carrière
In 1972 gepubliceerde Bekenstein drie invloedrijke artikelen over het stellaire fenomeen van het zwarte gat, waarin hij de no hair-theorem postuleerde en een theorie presenteerde over de thermodynamica van zwarte gaten. In de daaropvolgende jaren zette Bekenstein zijn onderzoek naar zwarte gaten voort en publiceerde hij artikelen over hun entropie en kwantummassa.
Bekenstein was van 1972 tot 1974 postdoctoraal onderzoeker aan de Universiteit van Texas in Austin. Vervolgens emigreerde hij naar Israël om lezingen en les te geven aan de Ben-Gurion Universiteit in Beër Sjeva. In 1978 werd hij er hoogleraar en vanaf 1983 hoofd van de afdeling astrofysica. In 1990 werd hij hoogleraar aan de Hebreeuwse Universiteit van Jeruzalem en drie jaar later werd hij benoemd tot faculteitshoofd theoretische natuurkunde. Hij werd in 1997 verkozen tot lid van de Israëlische Academie van Wetenschappen. In 2009 en 2010 was hij gastonderzoeker aan het Institute for Advanced Study in Princeton.
Naast lezingen en residenties over de hele wereld bleef Bekenstein tot aan zijn dood op 68-jarige leeftijd in Helsinki, Finland, Polak-professor in de theoretische natuurkunde aan de Hebreeuwse Universiteit. Hij stierf onverwachts op 16 augustus 2015, slechts enkele maanden nadat hij de Einstein Prize van de American Physical Society had ontvangen "voor zijn baanbrekende werk op het gebied van de entropie van zwarte gaten, waarmee het veld van de thermodynamica van zwarte gaten werd gelanceerd en de lange inspanning om verenigen kwantummechanica en zwaartekracht".

## Bijdragen aan de natuurkunde
In 1972 was Bekenstein de eerste die suggereerde dat zwarte gaten een goed gedefinieerde entropie zouden moeten hebben. In een artikel schreef hij dat de entropie van een zwart gat evenredig is met het gebied van zijn waarnemingshorizon (event-horizon). Hieruit concludeerde Bekenstein dat het oppervlak van de horizon de maat is voor de energie van het zwarte gat en niet (zoals aanvankelijk werd gedacht) het volume van de door de horizon omhulde ruimtetijd. Bekenstein formuleerde ook de gegeneraliseerde tweede wet van de thermodynamica, de thermodynamica van zwarte gaten, voor systemen die zwarte gaten omvatten. Beide bijdragen werden bevestigd toen Stephen Hawking (en onafhankelijk Zeldovich en anderen) twee jaar later het bestaan van Hawkingstraling voorstelde. Aanvankelijk had Hawking zich tegen het idee van Bekenstein verzet omdat een zwart gat geen energie kon uitstralen en daarom geen entropie kon hebben. Echter, in 1974 voerde Hawking echter een langdurige berekening uit die hem uiteindelijk ervan overtuigde dat deeltjes inderdaad door zwarte gaten kunnen worden uitgestoten. Tegenwoordig staat dit bekend als Bekenstein-Hawkingstraling.
Bekensteins doctoraal adviseur, John Wheeler, werkte begin jaren zeventig ook met hem samen om de no-hair-stelling te ontwikkelen, een verwijzing naar Wheelers uitspraak dat 'zwarte gaten geen haar hebben'. De suggestie van Bekenstein bleek onstabiel, maar was wel van invloed op de ontwikkeling van dit vakgebied. Op basis van zijn werk op het gebied van de thermodynamica van zwarte gaten heeft hij ook de Bekensteinbegrenzing (Bekenstein bound) aangetoond: er is een maximum aan de hoeveelheid informatie die opgeslagen kon worden in een eindig gebied van de ruimtetijd (wat vergelijkbaar is met het holografisch principe). 
In 1982 ontwikkelde Bekenstein een rigoureus raamwerk om de wetten van het elektromagnetisme te generaliseren om inconstante natuurkundige constanten te hanteren. Zijn raamwerk vervangt de fijnstructuurconstante door een scalair veld. Dit raamwerk voor het veranderen van constanten hield echter geen rekening met de zwaartekracht.